# Nemi (Latium)
Nemi ist eine italienische Gemeinde in der Metropolitanstadt Rom, in der Region Latium mit 1870 Einwohnern (Stand 31. Dezember 2023).
Der Name leitet sich ab von lat. nemus (= Wald, Hain); der Ort ist noch heute von Kastanienwäldern umgeben.

## Geographie
Nemi liegt 27 km südöstlich von Rom und 22 km von der Küste des Tyrrhenischen Meers entfernt. Es liegt in den Albaner Bergen oberhalb des Nemisees, einem Kratersee im vulkanischen Komplex des Vulcano Laziale. Der Ort selbst liegt auf einer schmalen Terrasse an der nördlichen Innenwand der Caldera fast 200 m hoch über dem See. Nemi gehört zu den Gemeinden der Castelli Romani. Das Gemeindegebiet erstreckt sich von 316 m s.l.m. bis 675 m s.l.m.
Die Gemeinde liegt in der Erdbebenzone 2 (mittel gefährdet).
Die Nachbargemeinden sind im Uhrzeigersinn Rocca di Papa, Velletri, Genzano di Roma und Ariccia.

### Verkehr
- Nemi liegt 19 km von der Auffahrt San Cesareo auf den Autobahnzubringer zur Autobahn A1 Autostrada del Sole entfernt.
- Über die Strada Statale 217 Via dei Laghi wird Nemi mit Rom und Velletri verbunden.
- Der nächste Bahnhof liegt in Lanuvio an der Regionalbahnstrecke FR4 Rom-Velletri in 9 km Entfernung.

## Geschichte
Nemi ist eine der ältesten Siedlungen Mittelitaliens. Eine erste Besiedlung des Ortes ist bereits für die Bronzezeit nachgewiesen. In dieser Zeit wurde auch im dichten Wald des Kraters die Muttergöttin Dea Mater verehrt, die in römischer Zeit zur Diana umgewandelt wurde. Dieses Heiligtum war in vorrömischer Zeit auch politisches Zentrum der Latiner. Als Nemi 338 v. Chr. von den Römern erobert wurde, verlor es diese Funktion. Dafür wurde das Heiligtum der Diana Nemorensis Ende des zweiten Jahrhunderts v. Chr. monumental ausgebaut. An den Hängen des Kraters entstanden Villen der reichen römischen Familien, u. a. auch eine Villa des Julius Cäsar. Schließlich ließ Caligula zwei große Schiffe zu Ehren Dianas auf dem See bauen. Mit der Christianisierung verlor Nemi seine Bedeutung und verfiel.

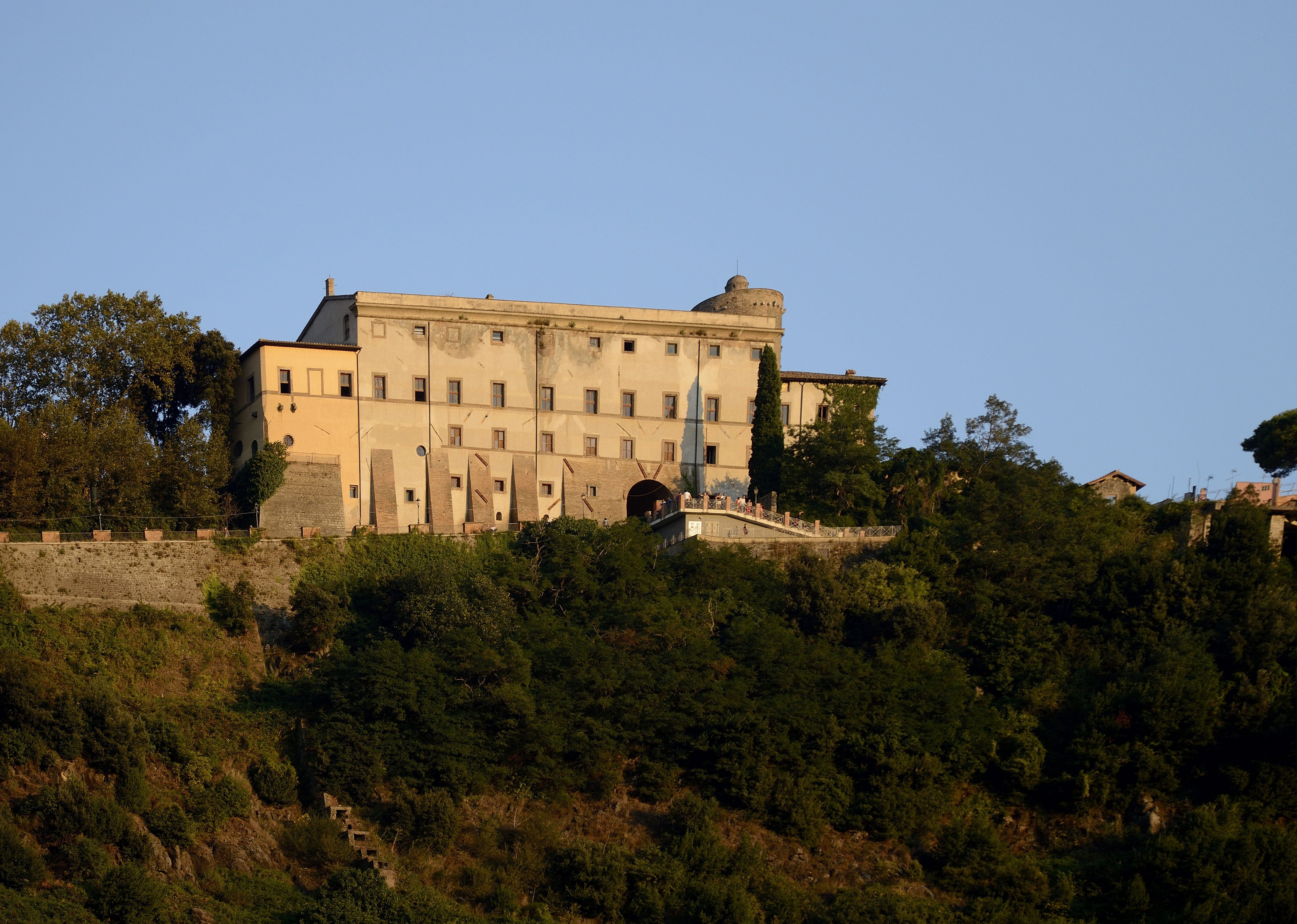
Burg Nemi (Palazzo Ruspoli)

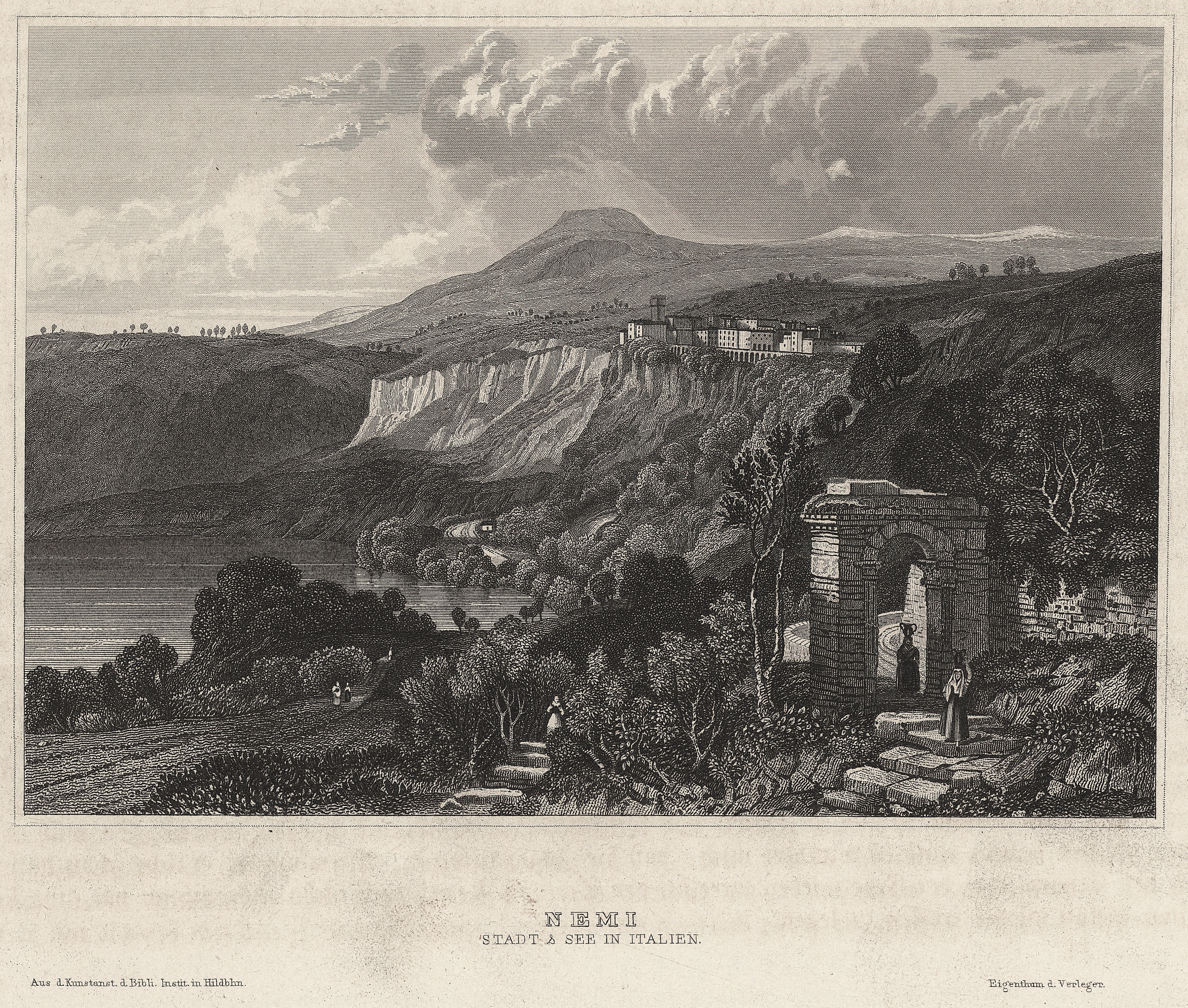
Nemi, Stadt und See, um 1859

Das heutige Dorf entstand mit dem Bau der Burg durch die Grafen von Tusculum im 10. Jahrhundert. Nach deren Fall gab Papst Coelestin III. Nemi an die Zisterzienser ab, die die Burg zu einem klösterlichen Komplex ausbauten. Von ihm ist heute noch der Turm erhalten, der das Panorama des Ortes dominiert. Im 14. Jahrhundert kam Nemi an die Familie Colonna und danach in schneller Folge an die Annibaldi, Cesarini, Piccolomini, Cenci, Frangipani als Marchesato, Braschi als Herzogtum, Rospigliosi, Orsini und schließlich 1901 an die Ruspoli, die ihren Palazzo 1993 an die Gemeinde verkauften. Unter den Frangipane erlebte der Ort vom 16. bis zum 18. Jahrhundert eine Blütezeit; die Braschi ließen die Burg im 18. Jahrhundert von Giuseppe Valadier zur heutigen Größe ausbauen.
Weltbekannt wurde Nemi, als 1929–1932 die Schiffe des Caligula geborgen wurden. Doch bereits 1944 wurden diese durch einen Brand des Museums wieder zerstört.

## Bevölkerungsentwicklung

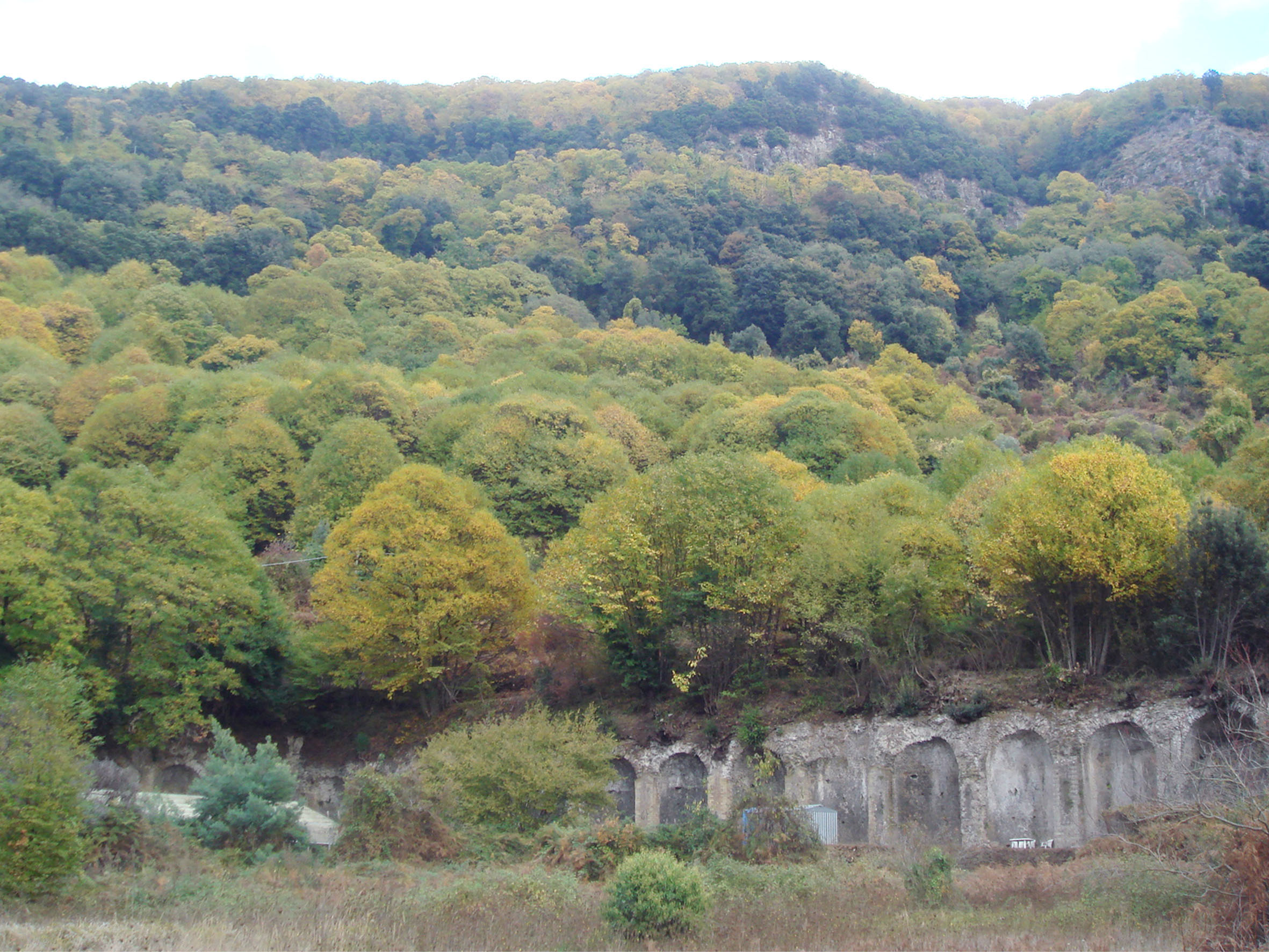
Ruinen des Heiligtums der Diana

| Jahr      | 1871 | 1881 | 1901 | 1921 | 1936 | 1951 | 1971 | 1991 | 2001 | 2011 |
| --------- | ---- | ---- | ---- | ---- | ---- | ---- | ---- | ---- | ---- | ---- |
| Einwohner | 925  | 935  | 1123 | 1178 | 1290 | 1296 | 1323 | 1586 | 1719 | 1962 |

Quelle ISTAT

## Politik
Alberto Bertucci (UdC) gewann am 6./7. Mai 2012 die Bürgermeisterwahl gegen seine Vorgängerin Cinzia Cocchi und zwei weitere Kandidatinnen. Seine Bürgerliste Uniti per Nemi stellt auch 4 der 6 Gemeinderäte.
Cocchi (PdL) wurde im Juni 2009 zur Bürgermeisterin gewählt.
Ihr Vorgänger Alessandro Biaggi (2004–2009) trat nicht mehr zur Wahl an.
Da drei der Gemeinderäte ihrer Liste, angeführt von Bertucci, zur Opposition übertraten, verlor Cocchi die sie unterstützende Mehrheit und trat am 23. Juni 2011 zurück. Vom 27. Juli bis zur Neuwahl im Mai 2012 wurde die Gemeinde kommissarisch von Fabio Maurano geleitet. Mit der Wahl am 11. Juni 2017 wurde Bertucci im Amte bestätigt.

### Partnerstädte
- Ceyrat in der Auvergne seit 1993
- İntepe in der Provinz Çanakkale seit 2004

## Religion
Die Einwohner von Nemi gehören mehrheitlich der römisch-katholischen Glaubensgemeinschaft an. Die Gemeinde gehört zum Bistum Albano.

## Sehenswürdigkeiten
- Das Castello Ruspoli oder Palazzo Ruspoli geht in Gestalt seines hohen Rundturmes auf eine Burg aus dem 10. Jahrhundert zurück. In ihm werden temporäre Ausstellungen in der Sala delle Armi veranstaltet.
- Das Kloster del SS. Crocifisso wurde 1637 für die Franziskaner (OFM) gebaut, gehört heute aber dem Orden der Mercedarier.
- Die Pfarrkirche S. Maria del Pozzo steht oberhalb des Palazzo Ruspoli direkt neben dem Rathaus, in dem die zeitweiligen Ortsherren, die Marchesi Frangipane, residierten.
- Das Heiligtum der Diana Nemorensis liegt unterhalb des Ortes am Seeufer in einem landwirtschaftlich genutzten Gebiet und ist daher nur eingeschränkt öffentlich zugänglich. Aktuelle Ausgrabungen, an denen auch die Ludwig-Maximilians-Universität München beteiligt ist, erweitern die Kenntnis über das Heiligtum  merklich.
- In der Nähe steht das Museo delle Navi (Museum der Schiffe), das archäologische Funde und die Schiffsmodelle zeigt und von Nemi aus oder über Genzano di Roma erreichbar ist.

## Wirtschaft, Tourismus, landestypische Produkte

Erdbeeren von Nemi

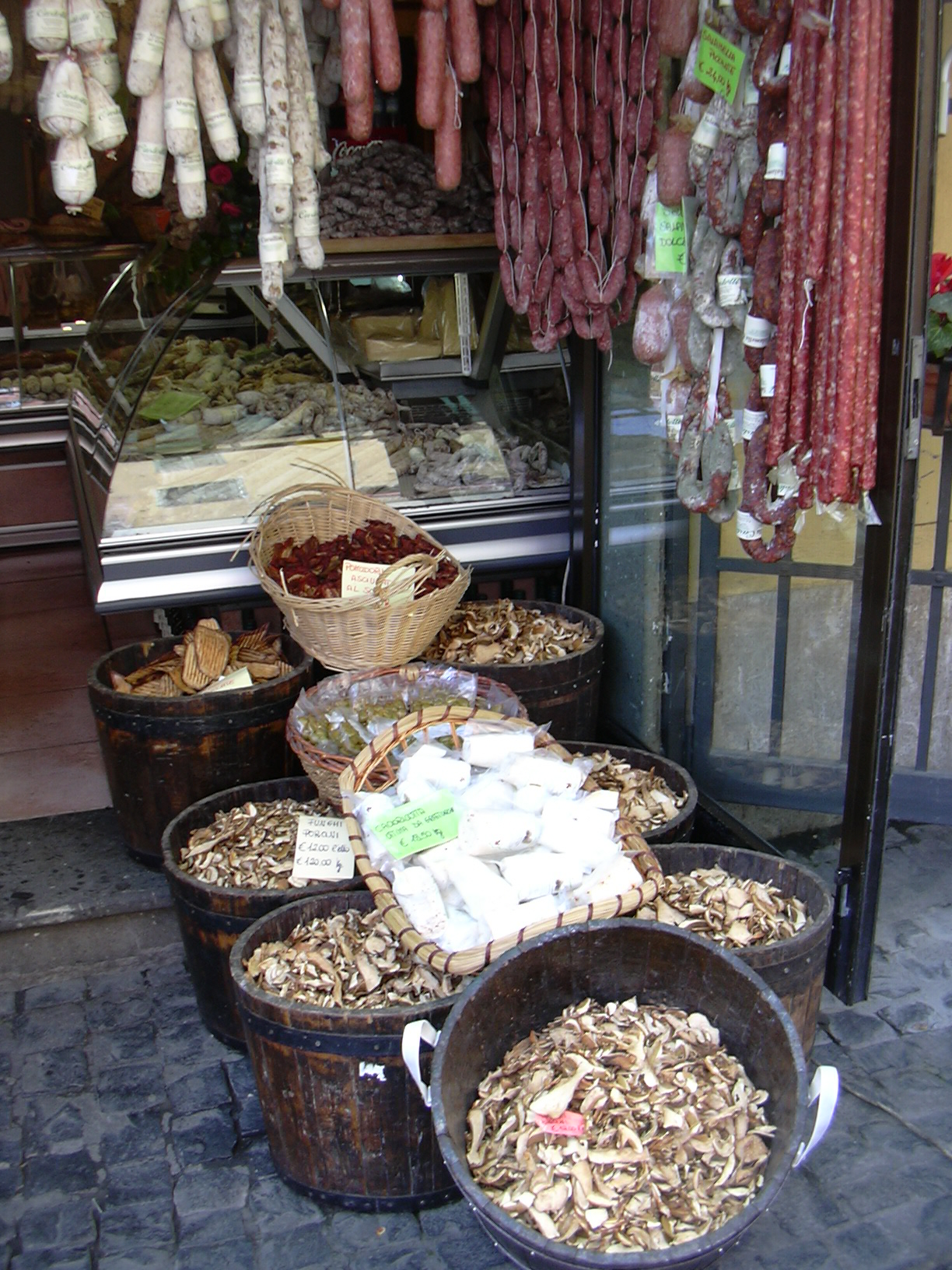
Norcineria in Nemi

Der Ort lebt heute vom Wochenend- und Naherholungs-Tourismus der Römer, wird aber auch von internationalen Rom-Touristen im Rahmen von Tagesausflügen in die Albaner Berge gern besucht. Die Altstadt mit Corso Vittorio Emanuele, Via Giulia und Nebengassen ist beliebt wegen ihrer kleinen Bars und lokalen Spezialitätenrestaurants, in denen Fleischgerichte mit Pilzen, Wild sowie Fisch aus dem Nemi-See auf der Karte stehen.
Nemi ist vornehmlich bekannt für seine Walderdbeeren, die allerdings heute – ebenso wie die im Umkreis gezüchteten Pflanzen und Blumen, die die Hauseingänge und Balkone schmücken – größtenteils aus Gewächshäusern am Seeufer stammen. Am ersten Sonntag im Juni findet die Sagra delle Fragole (Fest der Erdbeeren) sowie eine große Pflanzen- und Blumenschau (Mostra dei Fiori) statt. Aus den Walderdbeeren werden auch zahlreiche Dessertvariationen, Eis, Marmelade und Likör zubereitet.
Weitere landestypische Produkte sind im Holzofen gebackenes Brot; Fleischer-Delikatessenläden (Norcinerien) bieten Schinken, Dauerwurst, getrocknete Pilze und Tomaten, Käse und Honig aus dem Umland an.
Kunstgewerbe- und Antiquitätenläden haben ebenfalls eine etablierte Tradition in der Altstadt.
Die kulturhistorisch-touristische Förderorganisation Pro Loco veranstaltet Antiquitätenmessen und Kunstausstellungen, Freilicht-Theateraufführungen und musikalische Darbietungen auf der Piazza Roma sowie zur Weihnachtszeit eine Krippenausstellung.
Nemi trägt die Bandiera Arancione ein Qualitätssiegel im Bereich Tourismus und Umwelt des TCI.

## Persönlichkeiten
- Gerhard Hoehme (1920–1989), Künstler